# Walter Vedrini
Walter Vedrini (Sondrio, 22 settembre 1910 – Sondrio, 3 settembre 2004) è stato un pittore, scrittore e poeta italiano.

## Biografia
Nato a Sondrio, trascorre la sua infanzia dapprima a Parma, poi a Busto Arsizio. Nel 1946-1947, dopo la fine della seconda guerra mondiale, tornò insieme alla moglie in Valtellina, a Chiesa in Valmalenco, per dedicarsi alla sua attività poetica e artistica.
Dal 1928 al 1950 le sue opere furono quasi esclusivamente di carattere poetico-letterario. Ottenne riconoscimenti da parte di Filippo Tommaso Marinetti, Ugo Betti, Diego Valeri e Leonardo Borgese, in particolar modo per la raccolta Ascolto il mio silenzio del 1950, opera la cui copertina fu disegnata da Giuseppe Migneco.
Dopo la guerra, quando iniziò ad appassionarsi di pittura, sotto la guida di Carlo Carrà, a partire dal 1955 iniziò a esporre le proprie opere tra Sondrio e Milano, aprendo anche uno studio a Brera. Tra i suoi soggetti preferiti si ritrovano figure umane e scorci rurali della Valmalenco, ma anche diverse figure animali. Le sue opere sono sempre ricche di colore, utilizzato in modo ritmico con un senso tutto barocco.
Ha esposto a Stresa (1963), Parigi (1964), Sondrio (1965 e 1973), Sindelfingen (1966), Milano (1966, 1967, 1968, 1970, 1972, 1982), Aprica (1972), Bellagio (1980) e Fiuggi (2001)..